# Copernicushervorming
De Copernicushervorming was een initiatief van de Belgische federale regering Verhofstadt I in 1999 om de administratie te moderniseren onder impuls van het New Public Management. De federale overheid wilde naast het verlenen van een betere dienstverlening aan de burger ook een betere werkgever zijn. De hervorming volgde vier grote trajecten, namelijk;
1. nieuw personeelsbeleid
2. een nieuwe structuur
3. een nieuw controlesysteem
4. betere communicatie

Het plan werd voorgesteld met de nota van 16 februari 2000 met als titel "Naar een modernisering van de openbare besturen" van bevoegd minister van ambtenarenzaken en modernisering van de openbare besturen Luc Van den Bossche maar kreeg van de pers snel de naam Copernicusplan. De term Copernicushervorming vond nadien ingang.
De belangrijkste hervormingen zijn onder andere:
- Een slagvaardigere uitvoering door een ruimere autonomie en responsabilisering voor de ambtenaren. Als tegenhanger wordt meer controle uitgevoerd door het politiek apparaat.
- De ministeries worden vervangen door Federale Overheidsdiensten (FOD's) en tijdelijke Programmatische Overheidsdiensten (POD's) waarbij tien verticale overheidsdiensten instaan voor specifieke beleidsdomeinen en vier horizontale overheidsdiensten (FOD Kanselarij van de Eerste Minister, FOD Budget en Beheerscontrole, FOD Personeel en Organisatie en FOD Informatie- en Communicatietechnologie) die de ander overheidsdiensten doorkruisen voor coördinatie en ander gezamenlijke aangelegenheden. Om tot een betere samenwerking tussen politiek en administratie te komen werd per overheidsdienst een beleidsraad opgericht onder directe controle van de bevoegde minister.
- De ambtenaren worden gekozen op basis van competenties (via Selor) in plaats van de politieke achtergrond van de kandidaat.
- De posities van topambtenaren worden tijdelijke mandaten.

Hoewel een kleine politieke elite de hervorming grondig had uitgedacht in de planningsfase was er een te klein draagvlak bij de bevolking en het middenveld. Daarbij verliep de implementatie door een gebrekkige voorbereiding ineffectief en werden sommige ideeën niet of niet volledig uitgevoerd.